# Tina Vernyuy
Tina Vernyuy, née le 17 avril 1996 à Bamenda, est une chanteuse, rappeuse et compositrice camerounaise.

## Biographie

### Études et débuts
Tina Vernyuy naît le 17 avril 1996 à Bamenda dans la région du Nord-Ouest du Cameroun et est titulaire d'un diplôme en géologie et mines. Elle étudie entre Bamenda et Yaoundé. À l'âge de 7 ans, elle commence à s'intéresser aux comédies musicales et à écrire des poèmes. Au fil des années, sa passion pour la musique grandit et, à l'âge de 13 ans, elle commence à écrire des chansons de rap et à les interpréter.

### Carrière
À l'âge de 18 ans, elle décide de poursuivre une carrière musicale professionnelle tout en continuant ses études. C'est après avoir obtenu son diplôme qu'elle se consacre davantage à la musique et sort ses premières chansons : Pain, My World et Fap Kolo remix. Mais c'est grâce à sa collaboration avec Tzy Panchak sur la chanson Na So qu'elle se fait connaître du grand public. Cette collaboration propulse sa carrière et lui permet de sortir plusieurs autres chansons, dont Música, Yùtí, Jéí, Afro Njang.

## Discographie

### Singles
- 2019 : Musica
- 2019 : Yuti feat Kikoh
- 2020 : Jei
- 2021 : La B.A.D
- 2021 : Weh Weh
- 2022 : Na Som feat Ben Decca
- 2023 : Masihambe
- 2024 : Winner feat Kocee
- 2024 : Best Day
- 2024 : Verloni

### Apparitions
- 2019 : Tzy Panchak feat. Tina Vernyuy, Vivid, Cleo Grae - Na So

- 2021 : Winni feat. Tina Vernyuy - Popote

## Distinction
- 2022 : Prix de la meilleure artiste féminime de l'Afrique Centrale aux AFRIMA au Sénégal[4].